# Yellowface (roman)
 (mai 2025).
Yellowface est un roman satirique écrit par R.F. Kuang publié en 2023 aux Etats-Unis et en 2024 en France . Le livre a été décrit comme une satire de la diversité raciale dans l'industrie de l'édition ainsi qu'une métafiction sur les médias sociaux, en particulier Twitter,.
Fin 2024, les droits d'adaptation cinématographique ont été vendus à Lionsgate Television.

## Écriture et développement
R.F. Kuang a commencé à travailler sur Yellowface en 2021. À cette période, de nombreux débats avaient cours sur la diversité et la représentation au sein de l'industrie de l'édition. Son premier jet a été écrit en quelques mois. Elle a été grandement inspirée par sa propre expérience d'autrice américaine d'origine asiatique. Il lui a été dit que son succès était grandement voir entièrement dû à sa condition d'auteur « token »,.
L'agent littéraire de R. F. Kuang avait des doutes concernant ce projet qui pouvait être considéré comme une attaque contre l'industrie de l'édition. Il a tenté de dissuadé R.F. Kuang mais sur son insistance, le projet a été poursuivi. HarperCollins a publié le livre,.

## Prémisse
June Hayward, une jeune auteure sans succès, se retrouve l'unique témoin de la mort de son ancienne camarade de classe avec qui elle entretient une vague amitié, Athena Liu, une auteure sino-américaine adorée de l'industrie. Elle décide de se présenter comme la meilleure amie de l'autrice et commence à réécrire secrètement le dernier manuscrit inédit d'Athéna, un roman sur les travailleurs chinois pendant la Première Guerre mondiale. Au fur et à mesure qu'elle modifie le premier jet, June commence à se sentir investie du roman et décide de le publier comme son œuvre originale. June soumet le manuscrit et est immédiatement accueillie par les éditeurs qui lui offrent une avance importante. Pour éviter la controverse, elle publie le livre sous un nom à consonance asiatique (Juniper Song, son prénom et son deuxième prénom) et prend des photos d'auteur où elle apparaît de manière racialement ambiguë. Malgré ses efforts pour se présenter comme asiatique, la controverse entoure le succès du roman, et June repousse à plusieurs reprises les accusations d'appropriation culturelle et de plagiat sur Twitter.

## Réception critique
(mai 2025).
| Year | Award                                       | Category                 | Result        | Ref.   |
| ---- | ------------------------------------------- | ------------------------ | ------------- | ------ |
| 2023 | Books Are My Bag Readers' Award             | Fiction                  | Présélectioné | [ 8 ]  |
| 2023 | Foyles Books of the Year                    | Fiction                  | Lauréat       | [ 9 ]  |
| 2023 | Libby Book Award                            | Book Club Pick           | Lauréat       | [ 10 ] |
| 2023 | Los Angeles Times Book Prize n. Helen Laser | Livre audio              | Finalist      | [ 11 ] |
| 2023 | New England Book Award                      | Fiction                  | Lauréat       | [ 12 ] |
| 2023 | Waterstones Book of the Year                | —                        | Présélectioné | [ 13 ] |
| 2024 | American Book Award                         | —                        | Lauréat       | [ 14 ] |
| 2024 | Aspen Words Literary Prize                  | —                        | Longlisted    | [ 15 ] |
| 2024 | Audie Awards n. Helen Laser                 | Fiction                  | Finalist      | [ 16 ] |
| 2024 | British Book Awards                         | Livre fiction de l'année | Lauréat       | ,      |
| 2024 | Goldsboro Books Glass Bell Award            | —                        | Longlisted    |        |
| 2024 | Goodreads Choice Awards                     | Fiction                  | Lauréat       | [ 20 ] |
| 2024 | Indie Book Awards (UK)                      | Fiction                  | Lauréat       | [ 21 ] |